# سباستین فرایز
سباستین فرایز (انگلیسی: Sebastian Fries؛ زادهٔ ۲۴ ژانویهٔ ۱۹۹۳) بازیکن فوتبال اهل آلمان است.
از باشگاه‌هایی که در آن بازی کرده‌است می‌توان به باشگاه فوتبال وورتسبورگ کیکرز و باشگاه فوتبال کارل زایس ینا اشاره کرد.